# مارتن كلينجر
مارتن كلينجر هو لاعب كرة قدم إكوادوري في مركز الهجوم، ولد في 9 يوليو 1980 في كوينكا في الإكوادور. لعب مع أتلانتا سيلفرباكس ونيويورك ريد بولز ووسترن ماس بيونيرز.

## وصلات خارجية
- مارتن كلينجر على موقع الدوري الأمريكي (الإنجليزية)
- مارتن كلينجر على موقع قاعدة بيانات كرة القدم.إي يو (الإنجليزية)